# Begijnhof (straatnaam in Brugge)
Begijnhof is een straatnaam in Brugge.

## Begijnhof (straat)
Het Begijnhof in Brugge heeft een lange geschiedenis die men vindt op Begijnhof Ten Wijngaerde. Naast het geheel van het beluik dat onder de naam Begijnhof bekendstaat, is dit ook een officiële straatnaam, die aan alle huizen binnen het beluik een adres en nummer bezorgt.